# Xã Rural, Quận Rock Island, Illinois
Xã Rural (tiếng Anh: Rural Township) là một xã thuộc quận Rock Island, tiểu bang Illinois, Hoa Kỳ. Năm 2010, dân số của xã này là 988 người.